# Список наград и номинаций фильма «Звёздные войны: Пробуждение силы»
«Звёздные войны: Пробуждение силы» — эпический фильм в жанре космическая опера фильм 2015 года, режиссера Дж. Дж. Абрамса, сценариста с Лоуренсом Кэзданом и Майклом Арндтом и продюсера с Кэтлин Кеннеди и Брайаном Берком. Седьмая часть в главной серии фильмов Звёздных войн и первая из трех в трилогии сиквелов «Звёздных войн», в ролях Харрисон Форд, Марк Хэмилл, Кэрри Фишер, Адам Драйвер, Дейзи Ридли, Джон Бойега, Оскар Айзек, Лупита Нионго, Энди Серкис, Донал Глисон, Энтони Дэниелс и Макс фон Сюдов. Сюжет Пробуждения Силы происходит через 30 лет после Возвращения Джедая; и следует за Рей, Финном и По Дэмероном поисками Люка Скайуокера и их борьбой вместе с Сопротивлением, возглавляемым ветеранами Альянса повстанцев, против Кайло Рена и Первого Ордена, группы преемников Галактической Империи.
Премьера Пробуждения Силы состоялась 14 декабря 2015 года в кинотеатрах Walt Disney Studios Motion Pictures в Лос-Анджелесе и была выпущена в США и Канаде 18 декабря 2015 года. Пробуждение силы открылось в 14 300 кинотеатрах, побив многочисленные кассовые рекорды, и стал первым фильмом, заработавшим во всем мире более 100 миллионов долларов за один день. Фильм собрал во всем мире более 2 миллиардов долларов при производственном бюджете в 306 миллионов долларов, став самым кассовым фильмом 2015 года и самым быстрым фильмом, заработавшим 1 миллиард долларов в мире, сделав это за двенадцать дней. Пробуждение силы стал третьим фильмом в истории, который превысил 2 миллиарда долларов во всем мире (после Аватара (2009) и Титаника (1997), сделав это на своем 53-м дне выпуска.
Rotten Tomatoes, агрегатор обзоров, опросил 360 обзоров и оценил 92 процента как положительные. Пробуждение Силы было удостоено множества наград и номинаций в различных категориях, особая похвала за режиссуру Абрамса, его последовательность действий, визуальные эффекты, монтаж и выступления Ридли и Бойега. У нескольких наград были проведены номинированы до выхода в декабре Пробуждения силы, что лишило фильм права на 73-ю премию «Золотой глобус» и некоторые другие церемонии награждения. Тем не менее, фильм был добавлен в список номинантов лучших фильмов на 21-й премии Critics' Choice Awards после специального голосования совета директоров, и объявление премии Американского института киноискусства 2015 года было отложено до выхода фильма, где он был назван одним из десяти лучших фильмов года.
Пробуждение Силы получило пять номинаций на 88-й премии «Оскар» за лучшую музыку, лучший звуковой монтаж, лучший звук, лучший монтаж и лучшие визуальные эффекты. Фильм получил четыре номинации на 69-й кинопремии BAFTA и был удостоен награды «Лучшие визуальные эффекты» и специальной премии BAFTA Восходящей звезде для Джона Бойега. На 21-й премии «Империя» фильм получил девять номинаций и выиграл пять, включая «Лучший научно-фантастический/фэнтезийный фильм» и «Лучший режиссер» для Дж. Дж. Абрамса. Фильм стал самым номинальным фильмом в истории премии «Сатурн», в общей сложности тринадцатью номинациями на 42-й премии «Сатурн», и выиграл восемь, включая «Лучший научно-фантастический фильм», «Лучший режиссер» и «Лучшие спецэффекты». Фильм получил семь номинаций от Общества специалистов по визуальным эффектам, выиграв четыре, в том числе «Выдающиеся визуальные эффекты в управляемом эффектами художественном фильме». Звёздные войны: Пробуждение Силы получило одиннадцать номинаций на MTV Movie Awards, больше всего на церемонии, и выиграло три, включая «Лучший фильм».

## Награды и номинации
| Премия                                             | Дата церемонии  | Категория                                                                  | Получатель(и)/Номинант(ы)                                                                    | Результат    | Ссылка        |
| -------------------------------------------------- | --------------- | -------------------------------------------------------------------------- | -------------------------------------------------------------------------------------------- | ------------ | ------------- |
| Оскар                                              | 28 февраля 2016 | Лучшая музыка к фильму                                                     | Джон Уильямс                                                                                 | Номинация    | [ 15 ]        |
| Оскар                                              | 28 февраля 2016 | Лучший звуковой монтаж                                                     | Мэттью Вуд и Дэвид Акорд                                                                     | Номинация    | [ 15 ]        |
| Оскар                                              | 28 февраля 2016 | Лучший звук                                                                | Энди Нельсон, Кристофер Скарабосио, и Стюарт Уилсон                                          | Номинация    | [ 15 ]        |
| Оскар                                              | 28 февраля 2016 | Лучший монтаж                                                              | Марианн Брэндон и Мэри Джо Марки                                                             | Номинация    | [ 15 ]        |
| Оскар                                              | 28 февраля 2016 | Лучшие визуальные эффекты                                                  | Роджер Гайетт, Патрик Табач, Нил Скэнлэн и Крис Корбоулд                                     | Номинация    | [ 15 ]        |
| Альянс женских киножурналистов                     | 12 февраля 2016 | Лучшая женская экшн звезда                                                 | Дэйзи Ридли                                                                                  | Номинация    | [ 16 ]        |
| Альянс женских киножурналистов                     | 12 февраля 2016 | Лучший прорыв                                                              | Дэйзи Ридли                                                                                  | Номинация    | [ 16 ]        |
| Американская ассоциация монтажёров                 | 29 января 2016  | Лучший монтаж художественного фильма — драматического                      | Марианн Брэндон и Мэри Джо Марки                                                             | Номинация    | [ 17 ] [ 18 ] |
| Американский институт киноискусства                | 12 декабря 2015 | 10 лучших фильмов года                                                     | Звёздные войны: Пробуждение силы                                                             | Победа       | [ 19 ]        |
| American Music Awards                              | 20 ноября 2016  | Лучший саундтрек                                                           | Звёздные войны: Пробуждение силы                                                             | Номинация    | [ 20 ]        |
| Премия Гильдии художников-постановщиков США        | 31 января 2016  | Превосходство в постановленном дизайне — Фэнтези-фильм                     | Рик Картер, Даррен Гилфорд                                                                   | Номинация    | [ 21 ]        |
| Премия Британской Академии в области кино          | 14 февраля 2016 | Лучшая музыка к фильму                                                     | Джон Уильямс                                                                                 | Номинация    | [ 22 ]        |
| Премия Британской Академии в области кино          | 14 февраля 2016 | Лучший звук                                                                | Мэттью Вуд, Дэвид Акорд, Энди Нельсон, Кристофер Скарабосио, и Стюарт Уилсон                 | Номинация    | [ 22 ]        |
| Премия Британской Академии в области кино          | 14 февраля 2016 | Лучшая работа художника-постановщика                                       | Рик Картер, Даррен Гилфорд, Ли Сандалес                                                      | Номинация    | [ 22 ]        |
| Премия Британской Академии в области кино          | 14 февраля 2016 | Лучшие визуальные эффекты                                                  | Роджер Гайетт, Нил Скэнлэн и Крис Корбоулд и Пол Кавана                                      | Победа       | [ 22 ]        |
| Бодиль                                             | 5 марта 2016    | Лучший американский фильм                                                  | Звёздные войны: Пробуждение силы                                                             | Номинация    | [ 23 ] [ 24 ] |
| Американское общество специалистов по кастингу     | 21 января 2016  | Большой бюджет — Драма                                                     | Эйприл Уэбстер, Нина Голд, Алисса Вайсберг, и Джессика Шерман                                | Номинация    | [ 25 ]        |
| Премия Общества звукозаписей в кино                | 20 февраля 2016 | Выдающееся достижение в звуке для кино — Живое действие                    | Энди Нельсон, Кристофер Скарабосио, Стюарт Уилсон, Шон Мерфи, Шарлин Ричардс, и Крис Мэннинг | Номинация    | [ 26 ] [ 27 ] |
| Гильдия художников по костюмам                     | 23 февраля 2016 | Превосходство в Фэнтези-фильме                                             | Майкл Каплан                                                                                 | Номинация    | [ 28 ] [ 29 ] |
| Critics' Choice Movie Awards                       | 17 января 2016  | Лучший фильм                                                               | Кэтлин Кеннеди, Дж. Дж. Абрамс, и Брайан Берк                                                | Номинация    | [ 30 ] [ 31 ] |
| Империя                                            | 20 марта 2016   | Лучший фильм                                                               | Кэтлин Кеннеди, Дж. Дж. Абрамс, и Брайан Берк                                                | Номинация    | [ 32 ]        |
| Империя                                            | 20 марта 2016   | Лучший научно-фантастический/фэнтезийный фильм                             | Кэтлин Кеннеди, Дж. Дж. Абрамс, и Брайан Берк                                                | Победа       | [ 32 ]        |
| Империя                                            | 20 марта 2016   | Лучший режиссёр                                                            | Дж. Дж. Абрамс                                                                               | Победа       | [ 32 ]        |
| Империя                                            | 20 марта 2016   | Лучший мужской дебют                                                       | Джон Бойега                                                                                  | Победа       | [ 32 ]        |
| Империя                                            | 20 марта 2016   | Лучший женский дебют                                                       | Дэйзи Ридли                                                                                  | Победа       | [ 32 ]        |
| Империя                                            | 20 марта 2016   | Лучший дизайн костюмов                                                     | Майкл Каплан                                                                                 | Номинация    | [ 32 ]        |
| Империя                                            | 20 марта 2016   | Лучшие макияж и прически                                                   | Нил Скэнлэн                                                                                  | Номинация    | [ 32 ]        |
| Империя                                            | 20 марта 2016   | Лучшие визуальные эффекты                                                  | Роджер Гайетт, Патрик Табач, Нил Скэнлэн и Крис Корбоулд                                     | Победа       | [ 32 ]        |
| Империя                                            | 20 марта 2016   | Лучший производственный дизайн                                             | Рик Картер, Даррен Гилфорд, Аластер Баллок, и Гари Томкинс                                   | Номинация    | [ 32 ]        |
| Премия Вечерней нормы в британского фильма         | 7 февраля 2016  | Блокбастер года                                                            | Звёздные войны: Пробуждение силы                                                             | Победа       | [ 33 ]        |
| Премия Кинокритиков Флориды                        | 23 декабря 2015 | Лучшая музыка                                                              | Джон Уильямс                                                                                 | Номинация    | [ 34 ] [ 35 ] |
| Премия Кинокритиков Флориды                        | 23 декабря 2015 | Лучшие визуальные эффекты                                                  | Роджер Гайетт, Патрик Табач, Нил Скэнлэн и Крис Корбоулд                                     | Второе место | [ 34 ] [ 35 ] |
| Премия Кинокритиков Флориды                        | 23 декабря 2015 | Награда за прорыв                                                          | Дэйзи Ридли                                                                                  | Победа       | [ 34 ] [ 35 ] |
| Грэмми                                             | 12 февраля 2017 | Лучший саундтрек для визуальных медиа                                      | Джон Уильямс                                                                                 | Победа       | [ 36 ]        |
| Хьюго                                              | 20 августа 2016 | Лучшая постановка, Крупная форма                                           | Дж. Дж. Абрамс, Лоуренс Кэздан, Майкл Арндт                                                  | Номинация    | [ 37 ]        |
| Юпитер                                             | 6 апреля 2016   | Лучший международный фильм                                                 | Дж. Дж. Абрамс                                                                               | Победа       | [ 38 ]        |
| Гильдия визажистов и парикмахеров                  | 20 февраля 2016 | Художественный кинофильм — лучшие спецэффекты для макияжа                  | Нил Скэнлэн                                                                                  | Номинация    | [ 39 ] [ 40 ] |
| Motion Picture Sound Editors                       | 27 февраля 2016 | Лучший звуковой монтаж: музыка в художественном фильме                     | Рамиро Бельгардт, и Пол Апелгрен                                                             | Победа       | [ 41 ] [ 42 ] |
| Motion Picture Sound Editors                       | 27 февраля 2016 | Лучший звуковой монтаж — звуковые эффекты и фоли в художественном фильме   | Мэттью Вуд                                                                                   | Номинация    | [ 41 ] [ 42 ] |
| Motion Picture Sound Editors                       | 27 февраля 2016 | Лучший звуковой монтаж: диалоги и ADR в художественном фильме              | Мэттью Вуд                                                                                   | Номинация    | [ 41 ] [ 42 ] |
| MTV Movie Awards                                   | 10 апреля 2016  | Лучший фильм                                                               | Звёздные войны: Пробуждение силы                                                             | Победа       | [ 43 ]        |
| MTV Movie Awards                                   | 10 апреля 2016  | Лучшая женская роль                                                        | Дэйзи Ридли                                                                                  | Номинация    | [ 43 ]        |
| MTV Movie Awards                                   | 10 апреля 2016  | Лучший прорыв года                                                         | Дэйзи Ридли                                                                                  | Победа       | [ 43 ]        |
| MTV Movie Awards                                   | 10 апреля 2016  | Лучший прорыв года                                                         | Джон Бойега                                                                                  | Номинация    | [ 43 ]        |
| MTV Movie Awards                                   | 10 апреля 2016  | Лучший бой                                                                 | Дэйзи Ридли против Адама Драйвера                                                            | Номинация    | [ 43 ]        |
| MTV Movie Awards                                   | 10 апреля 2016  | Лучший кинозлодей                                                          | Адам Драйвер                                                                                 | Победа       | [ 43 ]        |
| MTV Movie Awards                                   | 10 апреля 2016  | Лучшая экшн роль                                                           | Джон Бойега                                                                                  | Номинация    | [ 43 ]        |
| MTV Movie Awards                                   | 10 апреля 2016  | Лучшая виртуальная роль                                                    | Энди Серкис                                                                                  | Номинация    | [ 43 ]        |
| MTV Movie Awards                                   | 10 апреля 2016  | Лучшая виртуальная роль                                                    | Лупита Нионго                                                                                | Номинация    | [ 43 ]        |
| MTV Movie Awards                                   | 10 апреля 2016  | Лучший актёрский ансамбль                                                  | Звёздные войны: Пробуждение силы                                                             | Номинация    | [ 43 ]        |
| MTV Movie Awards                                   | 10 апреля 2016  | Лучший киногерой                                                           | Дэйзи Ридли                                                                                  | Номинация    | [ 43 ]        |
| Nickelodeon Kids' Choice Awards                    | 12 марта 2016   | Любимый фильм                                                              | Звёздные войны: Пробуждение силы                                                             | Победа       | [ 44 ]        |
| Nickelodeon Kids' Choice Awards                    | 12 марта 2016   | Любимый киноактер                                                          | Джон Бойега                                                                                  | Номинация    | [ 44 ]        |
| Nickelodeon Kids' Choice Awards                    | 12 марта 2016   | Любимая киноактриса                                                        | Дэйзи Ридли                                                                                  | Номинация    | [ 44 ]        |
| Nickelodeon Kids' Choice Awards                    | 12 марта 2016   | Любимая книга                                                              | Star Wars: Absolutely Everything You Need To Know                                            | Номинация    | [ 44 ]        |
| Международный кинофестиваль в Санта-Барбаре        | 10 февраля 2016 | Премия ремесленников — Визуальные эффекты                                  | Патрик Табач                                                                                 | Победа       | [ 45 ] [ 46 ] |
| Сатурн                                             | 22 июня 2016    | Лучший научно-фантастический фильм                                         | Звёздные войны: Пробуждение силы                                                             | Победа       | [ 47 ] [ 48 ] |
| Сатурн                                             | 22 июня 2016    | Лучшая режиссура                                                           | Дж. Дж. Абрамс                                                                               | Номинация    | [ 47 ] [ 48 ] |
| Сатурн                                             | 22 июня 2016    | Лучший сценарий                                                            | Лоуренс Кэздан, Дж. Дж. Абрамс, и Майкл Арндт                                                | Победа       | [ 47 ] [ 48 ] |
| Сатурн                                             | 22 июня 2016    | Лучший киноактёр                                                           | Джон Бойега                                                                                  | Номинация    | [ 47 ] [ 48 ] |
| Сатурн                                             | 22 июня 2016    | Лучший киноактёр                                                           | Харрисон Форд                                                                                | Победа       | [ 47 ] [ 48 ] |
| Сатурн                                             | 22 июня 2016    | Лучшая киноактриса                                                         | Дэйзи Ридли                                                                                  | Номинация    | [ 47 ] [ 48 ] |
| Сатурн                                             | 22 июня 2016    | Лучший киноактёр второго плана                                             | Адам Драйвер                                                                                 | Победа       | [ 47 ] [ 48 ] |
| Сатурн                                             | 22 июня 2016    | Лучшая киноактриса второго плана                                           | Кэрри Фишер                                                                                  | Номинация    | [ 47 ] [ 48 ] |
| Сатурн                                             | 22 июня 2016    | Лучшая киноактриса второго плана                                           | Лупита Нионго                                                                                | Номинация    | [ 47 ] [ 48 ] |
| Сатурн                                             | 22 июня 2016    | Лучшая музыка                                                              | Джон Уильямс                                                                                 | Победа       | [ 47 ] [ 48 ] |
| Сатурн                                             | 22 июня 2016    | Лучший монтаж                                                              | Марианн Брэндон и Мэри Джо Марки                                                             | Победа       | [ 47 ] [ 48 ] |
| Сатурн                                             | 22 июня 2016    | Лучший художник-постановщик                                                | Рик Картер, Даррен Гилфорд                                                                   | Номинация    | [ 47 ] [ 48 ] |
| Сатурн                                             | 22 июня 2016    | Лучшие костюмы                                                             | Майкл Каплан                                                                                 | Номинация    | [ 47 ] [ 48 ] |
| Сатурн                                             | 22 июня 2016    | Лучший грим                                                                | Нил Скэнлэн                                                                                  | Победа       | [ 47 ] [ 48 ] |
| Сатурн                                             | 22 июня 2016    | Лучшие спецэффекты                                                         | Роджер Гайетт, Патрик Табач, Нил Скэнлэн и Крис Корбоулд                                     | Победа       | [ 47 ] [ 48 ] |
| Премия Нации экранизаторов в фильмах и телевидении | 19 марта 2016   | Мужское исполнение в кино                                                  | Джон Бойега                                                                                  | Победа       | [ 49 ]        |
| Премия Нации экранизаторов в фильмах и телевидении | 19 марта 2016   | Любимый международный фильм (сделанный или с участием британского таланта) | Звёздные войны: Пробуждение силы — (Джон Бойега)                                             | Номинация    | [ 49 ]        |
| Общество Операторов                                | 6 февраля 2016  | Оператор года — Художественный фильм                                       | Колин Андерсон                                                                               | Номинация    | [ 50 ]        |
| Teen Choice Awards                                 | 31 июля 2016    | Выбор фильма: Sci-Fi/Fantasy                                               | Звёздные войны: Пробуждение силы                                                             | Номинация    | [ 51 ]        |
| Teen Choice Awards                                 | 31 июля 2016    | Выбор киноактрисы: Sci-Fi/Fantasy                                          | Дэйзи Ридли                                                                                  | Номинация    | [ 51 ]        |
| Teen Choice Awards                                 | 31 июля 2016    | Выбор кинозлодея                                                           | Адам Драйвер                                                                                 | Победа       | [ 51 ]        |
| Teen Choice Awards                                 | 31 июля 2016    | Choice Movie: Chemistry                                                    | Дэйзи Ридли и Джон Бойега                                                                    | Номинация    | [ 51 ]        |
| Teen Choice Awards                                 | 31 июля 2016    | Choice Movie: Hissy Fit                                                    | Адам Драйвер                                                                                 | Номинация    | [ 51 ]        |
| Teen Choice Awards                                 | 31 июля 2016    | Выбор кинозвезды прорыва                                                   | Дэйзи Ридли                                                                                  | Победа       | [ 51 ]        |
| Teen Choice Awards                                 | 31 июля 2016    | Выбор кинозвезды прорыва                                                   | Джон Бойега                                                                                  | Номинация    | [ 51 ]        |
| Общество специалистов по визуальным эффектам       | 2 февраля 2016  | Выдающиеся визуальные эффекты в фотореалистичной функции                   | Роджер Гайетт, Патрик Табач, Пол Кавана, Крис Корбоулд, и Люк О'Бирн                         | Победа       | [ 52 ] [ 53 ] |
| Общество специалистов по визуальным эффектам       | 2 февраля 2016  | Выдающаяся созданная обстановка в фотореалистичной функции                 | Янник Дюссо, Майк Вуд, Джастин ван дер Лек и Квентин Мармье (за Falcon Chase / Graveyard)    | Победа       | [ 52 ] [ 53 ] |
| Общество специалистов по визуальным эффектам       | 2 февраля 2016  | Выдающееся анимационное псполнение в фотореалистичной функции              | Джоэл Бодин, Арслан Элвер, Ян Комли и Стивен Каллингфорд (за Маз Канату)                     | Номинация    | [ 52 ] [ 53 ] |
| Общество специалистов по визуальным эффектам       | 2 февраля 2016  | Выдающаяся виртуальная кинематография в фотореальном проекте               | Пол Кавана, Колин Бенуа, Сусуму Юкухиро и Грег Солтер (за Falcon Chase / Graveyard)          | Победа       | [ 52 ] [ 53 ] |
| Общество специалистов по визуальным эффектам       | 2 февраля 2016  | Выдающиеся композиция в фотореалистичной функции                           | Джей Купер, Мариан Маврович, Жан Лапойнт, Алекс Причард                                      | Номинация    | [ 52 ] [ 53 ] |
| Общество специалистов по визуальным эффектам       | 2 февраля 2016  | Выдающиеся модели в фотореалистичном или анимационном проекте              | Джошуа Ли, Мэтью Дентон, Лэндис Филдс, Сайрус Джам (за BB-8)                                 | Победа       | [ 52 ] [ 53 ] |
| Общество специалистов по визуальным эффектам       | 2 февраля 2016  | Выдающиеся эффекты симулирования в фотореалистичной функции                | Рик Хэнкинс, Дэн Борнштейн, Джон Даблштейн, Гари Ву (за Базу «Старкиллер»)                   | Номинация    | [ 52 ] [ 53 ] |
| World Soundtrack Awards                            | 24 октября 2016 | Кинокомпозитор года                                                        | Джон Уильямс (также за Большой и добрый великан)                                             | Номинация    | [ 54 ]        |